# Canthon acutiformis
Canthon acutiformis là một loài bọ cánh cứng trong họ Bọ hung (Scarabaeidae).